# Marcel Benoist
Ne doit pas être confondu avec Prix Marcel Benoist.
Pour les articles homonymes, voir Benoist.
Marcel Benoist, homme politique français né le 6 novembre 1895 à la ferme du Fay, sur la commune des Molières en Seine-et-Oise, décédé le 31 mai 1983 à Fontenay-Trésigny (Seine-et-Marne).

## Biographie
Ses parents étaient cultivateurs. Il arrive en Seine-et-Marne en 1907, car son père avait repris le ferme de Pouilly-le-Fort, dans la commune de Vert-Saint-Denis.
Il participe à la Première Guerre mondiale à partir de 1915. Blessé à la cuisse, il est fait prisonnier par le camp adverse. Il n'est libéré qu'avec la fin du conflit.
Une fois rentré dans sa famille, il s'installe dans une ferme de Savigny-le-Temple en 1923. Il y exerce la profession d'exploitant agricole.
Il s'investit également dans la vie locale:
- Conseiller municipal de Savigny-le-Temple sous le mandat de Ferdinand Cambray, entre 1925 et 1933.
- Adjoint au maire entre 1933 et 1935, sous le mandat d'Émile Colin.
- Maire de mai 1935 à mars 1971. Émile Colin est 1er adjoint au maire de 1937 à 1945.